# Éverton Cebolinha
Éverton Sousa Soares (Maracanaú, Ceará, Brasil, 22 de marzo de 1996), más conocido como Éverton Cebolinha o simplemente Éverton, es un futbolista brasileño que juega como delantero para el C. R. Flamengo del Campeonato Brasileño de Serie A.

## Trayectoria

### Grêmio
Éverton nació en Maracanaú, Ceará, y se unió a los juveniles de Grêmio en 2012, desde Fortaleza. Inicialmente en préstamo, firmó un contrato permanente en octubre de 2013, mientras que también estaba vinculado al Manchester City en el proceso.
Promovido a la escuadra principal por Enderson Moreira antes de la temporada 2014, Éverton hizo su debut en el primer equipo el 19 de enero de ese año, entrando como sustituto en el segundo tiempo de Yuri Mamute en una derrota por 1-0 ante el Campeonato Gaúcho contra São José. Su primer gol llegó cuatro días después, cuando anotó el primero en la victoria por 2-1 en casa contra Lajeadense.
Hizo su debut en la Série A el 20 de abril de 2014, reemplazando a Pará en la derrota por 1-0 ante el Atlético Paranaense. Raramente utilizado durante el torneo, comenzó a aparecer más regularmente durante la campaña de 2015, anotando su primer gol en el nivel superior el 6 de septiembre en un triunfo de 2-1 en casa sobre Goiás.
El 15 de agosto de 2016 renovó su contrato con Grêmio hasta 2020. El 23 de noviembre, en el partido de ida de las finales de la Copa do Brasil de 2016, se incorporó como último sustituto de Douglas y marcó el último gol en un 3-1 de distancia ganar contra el Atlético Mineiro; fue titular en el partido de vuelta, un empate 1-1 en casa que le otorgó el título a Tricolor.
Jugó su partido número 100 para Grêmio el 9 de marzo de 2017, después de sustituir a Pedro Rocha en la victoria por 2-0 ante el Zamora F. C. en la Copa Libertadores.
El 14 de agosto, 2020 se anunció su partida de Grêmio después de 8 años. Everton dejó Grêmio con 69 goles en 273 partidos. Everton deja al club como el mejor anotador del Grêmio Arena hasta ahora, con 43 goles.

### Benfica
El 14 de agosto de 2020 se hizo oficial su fichaje por el S. L. Benfica para las siguientes cinco temporadas a cambio de 20 millones de euros. Everton hizo su debut para el Benfica en un amistoso contra AFC Bournemouth, donde anotó un gol en la victoria por 2-1, el juego tuvo lugar en Estádio da Luz.
Para 2020, Everton en el Benfica con 48 juegos, 35 de estos como titular, anotando ocho goles y dando diez asistencias en la primera temporada. Ya en su última temporada, ingresó al campo 47 veces, 33 como titular, anotó siete goles y dio otras siete asistencias. Al todo, en dos campañas logró 15 goles en 95 partidos.

### Regreso a Brasil
El 20 de junio de 2022 el conjunto lisboeta anunció su vuelta a Brasil después de haber llegado a un acuerdo con C. R. Flamengo para su traspaso a cambio de 13,5 millones de euros, habiendo la opción de aumentar esa cifra hasta los 16. Firmó con su nuevo equipo hasta el 31 de diciembre de 2026. Su debut fue el 20 de julio, en un partido contra el Juventude en Mané Garrincha, válido para la 18ª ronda del Brasileirão.  Everton anotó su primer gol contra São Paulo, el juego de semifinales de la 
Copa de Brasil 2022 en la noche del 24 de agosto de 2022.
Terminó 2022 con 31 juegos, tres goles y cinco asistencias, además de los títulos de Libertadores y la Copa Brasil. En 2023, Cebolinha terminó la temporada como el delantero que más participó con 64 juegos, pero sin mucho brillo. Ya en 2024, completó 100 juegos con la camisa más querida, en una victoria por 1-0 sobre Botafogo para la séptima ronda del Campeonato Carioca.

## Selección nacional
El 17 de agosto de 2018 el entrenador Tite lo convocó para partidos amistosos contra Estados Unidos y El Salvador. Así quedó en la primera lista de Brasil tras la Copa Mundial de la FIFA 2018.
En mayo de 2019 fue incluido en el plantel de 23 hombres de Brasil para la Copa América 2019 en casa. Anotó su primer gol internacional en el primer partido del torneo de Brasil, anotando el gol final en la victoria por 3-0 contra Bolivia el 15 de junio. Siete días después anotó su segundo gol internacional contra Perú, en el último partido de la fase de grupos de Brasil, disparando un tiro al primer palo desde fuera del área; el partido terminó con una victoria de Brasil por 5-0, lo que permitió a los anfitriones avanzar a los cuartos de final del torneo.
En la final de la Copa América de 2019 el 7 de julio, en el Estadio Maracaná, anotó el primer gol en una eventual victoria por 3-1 sobre Perú, y fue nombrado Jugador del Partido; también terminó el torneo como máximo goleador con 3 goles, junto al peruano Paolo Guerrero, pero ganó la Bota de Oro por haber jugado menos minutos que el peruano en todo el torneo.
En junio de 2021 fue incluido en la convocatoria de Brasil para la Copa América 2021 en casa.

### Participaciones en Copas América
| Torneo            | Sede   | Resultado  | Partidos | Goles |
| ----------------- | ------ | ---------- | -------- | ----- |
| Copa América 2019 | Brasil | Campeón    | 6        | 3     |
| Copa América 2021 | Brasil | Subcampeón | 6        | 0     |

### Goles internacionales
| Gol | Fecha               | Sede                                     | Oponente | Marcador | Resultado | Competición       |
| --- | ------------------- | ---------------------------------------- | -------- | -------- | --------- | ----------------- |
| 1.  | 14 de junio de 2019 | Estadio Morumbi, São Paulo, Brasil       | Bolivia  | 3–0      | 3-0       | Copa América 2019 |
| 2.  | 22 de junio de 2019 | Arena Corinthians, São Paulo, Brasil     | Perú     | 3–0      | 5-0       | Copa América 2019 |
| 3.  | 7 de julio de 2019  | Estadio Maracana, Río de Janeiro, Brasil | Perú     | 1–0      | 3-1       | Copa América 2019 |

## Estadísticas

### Clubes
Actualizado al último partido disputado el 12 de noviembre de 2022.[actualizar]
| Club                        | Div.          | Temporada     | Liga  | Liga  | Copa nacional | Copa nacional | Internacional | Internacional | Estadual | Estadual | Total | Total |
| Club                        | Div.          | Temporada     | Part. | Goles | Part.         | Goles         | Part.         | Goles         | Part.    | Goles    | Part. | Goles |
| --------------------------- | ------------- | ------------- | ----- | ----- | ------------- | ------------- | ------------- | ------------- | -------- | -------- | ----- | ----- |
| Grêmio F. B. P. A. · Brasil | 1.ª           | 2014          | 7     | 0     | 0             | 0             | 0             | 0             | 7        | 2        | 14    | 2     |
| Grêmio F. B. P. A. · Brasil | 1.ª           | 2015          | 14    | 4     | 2             | 0             | 0             | 0             | 12       | 1        | 28    | 5     |
| Grêmio F. B. P. A. · Brasil | 1.ª           | 2016          | 27    | 3     | 6             | 2             | 5             | 1             | 11       | 2        | 49    | 8     |
| Grêmio F. B. P. A. · Brasil | 1.ª           | 2017          | 32    | 8     | 5             | 2             | 12            | 1             | 12       | 1        | 61    | 12    |
| Grêmio F. B. P. A. · Brasil | 1.ª           | 2018          | 27    | 10    | 3             | 1             | 10            | 5             | 11       | 3        | 51    | 19    |
| Grêmio F. B. P. A. · Brasil | 1.ª           | 2019          | 30    | 11    | 5             | 1             | 12            | 4             | 10       | 4        | 57    | 20    |
| Grêmio F. B. P. A. · Brasil | 1.ª           | 2020          | 0     | 0     | 0             | 0             | 2             | 0             | 12       | 3        | 14    | 3     |
| Grêmio F. B. P. A. · Brasil | Total club    | Total club    | 137   | 36    | 21            | 6             | 41            | 11            | 75       | 16       | 274   | 69    |
| S. L. Benfica Portugal      | 1.ª           | 2020-21       | 32    | 7     | 7             | 0             | 9             | 1             | —        | —        | 48    | 8     |
| S. L. Benfica Portugal      | 1.ª           | 2021-22       | 27    | 3     | 7             | 4             | 13            | 0             | —        | —        | 47    | 7     |
| S. L. Benfica Portugal      | Total club    | Total club    | 59    | 10    | 14            | 4             | 22            | 1             | 0        | 0        | 95    | 15    |
| C. R. Flamengo · Brasil     | 1.ª           | 2022          | 20    | 2     | 6             | 1             | 5             | 0             | —        | —        | 31    | 3     |
| C. R. Flamengo · Brasil     | 1.ª           | 2023          | 33    | 4     | 7             | 1             | 11            | 0             | 13       | 1        | 64    | 6     |
| C. R. Flamengo · Brasil     | 1.ª           | 2024          | 10    | 1     | 3             | 0             | 5             | 1             | 12       | 3        | 30    | 5     |
| C. R. Flamengo · Brasil     | 1.ª           | 2025          | 11    | 1     | 2             | 1             | 5             | 0             | 6        | 1        | 24    | 3     |
| C. R. Flamengo · Brasil     | Total club    | Total club    | 74    | 8     | 18            | 3             | 26            | 1             | 31       | 5        | 149   | 17    |
| Total carrera               | Total carrera | Total carrera | 270   | 54    | 53            | 13            | 89            | 13            | 106      | 21       | 518   | 101   |

### Partidos con la selección
|     | Día                      | Local                                    | Resultado   | Adversário      | Gol(s) | Assist. | Competición       |
| --- | ------------------------ | ---------------------------------------- | ----------- | --------------- | ------ | ------- | ----------------- |
| 1.  | 7 de septiembre de 2018  | MetLife Stadium, Nueva Jersey, EEUU      | 2–0         | Estados Unidos  | 0      | 0       | Amistoso          |
| 2.  | 11 de septiembre de 2018 | FedEx Field, Landover, EEUU              | 5–0         | El Salvador     | 0      | 0       | Amistoso          |
| 3.  | 23 de marzo de 2019      | Estádio do Dragão, Oporto, Portugal      | 1–1         | Panamá          | 0      | 0       | Amistoso          |
| 4.  | 26 de marzo de 2019      | Eden Arena, Praga, Rep. Checa            | 3–1         | República Checa | 0      | 0       | Amistoso          |
| 5.  | 5 de junio de 2019       | Estádio Mané Garrincha, Brasília, Brasil | 2–0         | Catar           | 0      | 0       | Amistoso          |
| 6.  | 9 de junio de 2019       | Estádio Beira-Rio, Porto Alegre, Brasil  | 7–0         | Honduras        | 0      | 1       | Amistoso          |
| 7.  | 14 de junio de 2019      | Morumbi, São Paulo, Brasil               | 3–0         | Bolivia         | 1      | 0       | Copa América 2019 |
| 8.  | 18 de junio de 2019      | Arena Fonte Nova, Salvador, Brasil       | 0–0         | Venezuela       | 0      | 0       | Copa América 2019 |
| 9.  | 22 de junio de 2019      | Arena Corinthians, São Paulo, Brasil     | 5–0         | Perú            | 1      | 1       | Copa América 2019 |
| 10. | 27 de junio de 2019      | Arena do Grêmio, Porto Alegre, Brasil    | 0 (4)–(3) 0 | Paraguay        | 0      | 0       | Copa América 2019 |
| 11. | 2 de julio de 2019       | Mineirão, Belo Horizonte, Brasil         | 2–0         | Argentina       | 0      | 0       | Copa América 2019 |

## Palmarés

### Títulos estatales
| Título             | Club               | Estado             | Año  |
| ------------------ | ------------------ | ------------------ | ---- |
| Campeonato Gaúcho  | Grêmio F. B. P. A. | Río Grande del Sur | 2018 |
| Campeonato Carioca | C. R. Flamengo     | Río de Janeiro     | 2024 |
| Campeonato Carioca | C. R. Flamengo     | Río de Janeiro     | 2025 |

### Títulos nacionales
| Título              | Club               | País   | Año  |
| ------------------- | ------------------ | ------ | ---- |
| Copa de Brasil      | Grêmio F. B. P. A. | Brasil | 2016 |
| Copa de Brasil      | C. R. Flamengo     | Brasil | 2022 |
| Copa de Brasil      | C. R. Flamengo     | Brasil | 2024 |
| Supercopa de Brasil | C. R. Flamengo     | Brasil | 2025 |

### Títulos internacionales
| Título                       | Club (*)            | Sede         | Año  |
| ---------------------------- | ------------------- | ------------ | ---- |
| Copa Libertadores de América | Grêmio F. B. P. A.  | Lanús        | 2017 |
| Recopa Sudamericana          | Grêmio F. B. P. A.  | Porto Alegre | 2018 |
| Copa América                 | Selección de Brasil | Brasil       | 2019 |
| Copa Libertadores de América | C. R. Flamengo      | Guayaquil    | 2022 |

(*) Incluyendo la selección.

### Distinciones individuales
| Distinción                                         | Año  |
| -------------------------------------------------- | ---- |
| Jugador del partido contra Perú en la Copa América | 2019 |
| Jugador de la final contra Perú en la Copa América | 2019 |
| Bota de Oro de la Copa América (3 goles)           | 2019 |
| Miembro del Equipo Ideal de América                | 2019 |